# Düsseldorf Grand Prix 1974
Il Düsseldorf Grand Prix 1974 è stato un torneo di tennis giocato sulla terra rossa. È stata la 5ª edizione del Düsseldorf Grand Prix, che fa parte del Commercial Union Assurance Grand Prix 1974. Si è giocato a Düsseldorf in Germania, dal 9 al 15 luglio 1974.

## Campioni

### Singolare
Bernard Mignot ha battuto in finale  Jiří Hřebec con il punteggio di 6–1, 6–0, 0–6, 6–4

### Doppio
Jiří Hřebec /  Jan Kodeš hanno battuto in finale  Kenichi Hirai /  Toshiro Sakai con il punteggio di 6–1, 6–4